# Mixage 3
Mixage 3 (ricordata anche come Mixage '84 Estate) è una compilation di brani musicali famosi nel 1984, pubblicata nell'estate di quell'anno. La compilation venne pubblicata dalla Baby Records nei formati LP e MC. 

## Tracce
Lato A
1. Masquerade – Guardian Angel
2. Novecento – Movin' On
3. Gilbert Montagné – Just For Tonight
4. Pink Project – Stand By Every Breath
5. Slowteer – Decameron
6. B Staff – Self Control [cover]
7. Break Machine – Street Dance

Lato B
1. Albert One – Turbo Diesel
2. Son Caribe – La Colegiala  (cover by Harmony Music)
3. Savage – Don't Cry Tonight
4. Steve Jones – Big In Japan
5. Stefano Pulga – Alone Again
6. La Bionda – Sandstorm
7. K.I.D. – K.G.B.
8. Mal – Coming Home (Tornero)

## Classifiche

### Classifiche di fine anno
| Classifica (1984) | Posizione | Max Posizione |
| ----------------- | --------- | ------------- |
| Italia            | 8         | 1             |